# Pénélope Leprevost
Pénélope Leprevost (n. 1 august 1980, Rouen, Franța) este o sportivă ce a reprezentat Franța, medaliată olimpică. A participat la 3 ediții ale Jocurilor Olimpice (2012, 2016, 2020) în care a câștigat o medalie de aur.